# 에런 에이브럼스

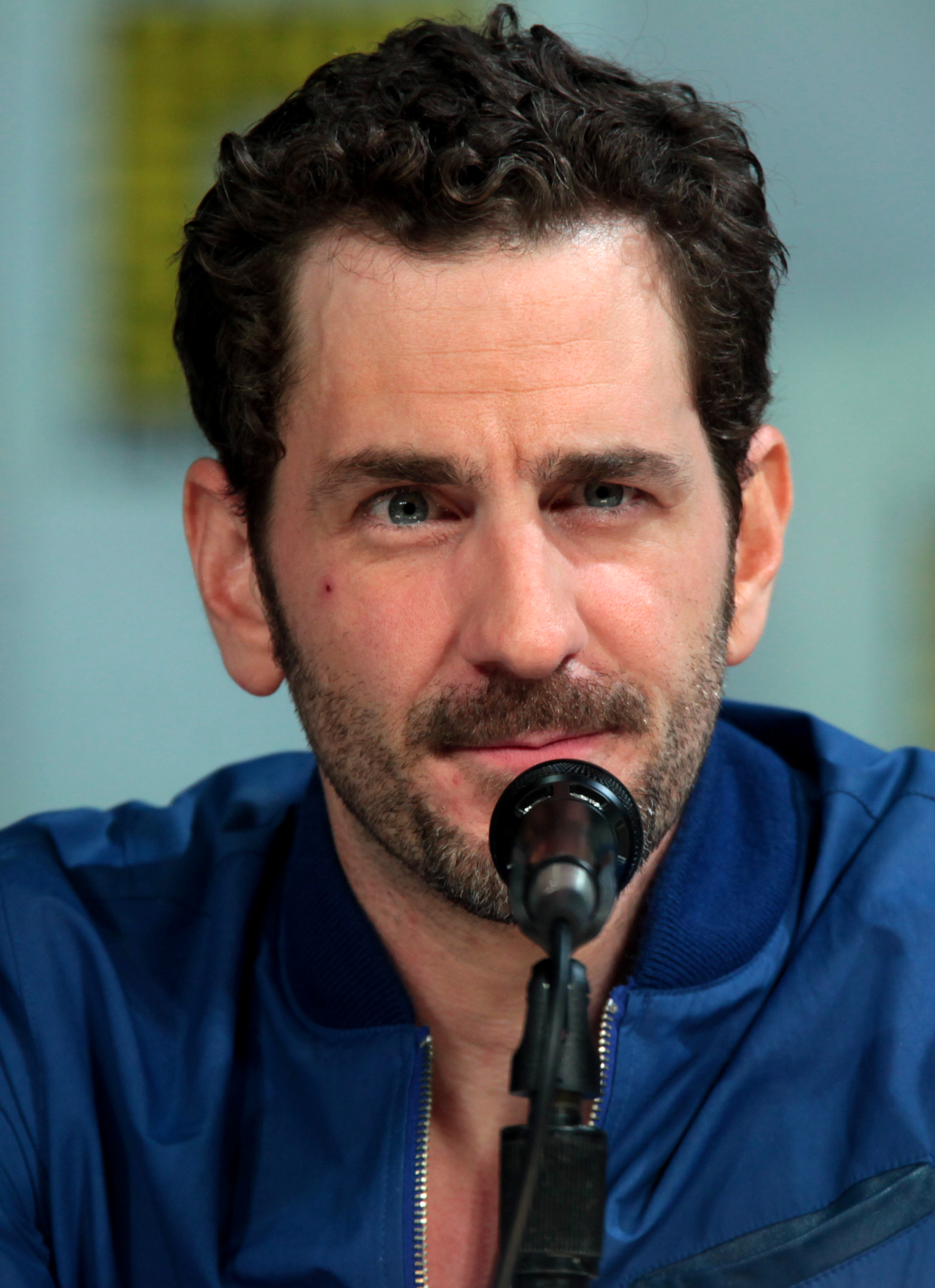

에런 에이브럼스(Aaron Abrams, 1978년 5월 12일 ~ )는 캐나다의 배우, 각본가이다.
토론토에서 태어났다.

## 출연 작품
- 러브버드 (2020년)
- 코드 8 (2019년) - 데이비스 역
- 노즈 투 테일 (2018년)
- 내 안의 숨겨진 몬스터 (2015년) - 피터 역
- 리그레션 (2015년) - 파렐 역
- 찰리의 진실 (2013년)
- 시카고 8 (2011년)
- 데이브 vs 데스 (2011년) - 데이브 역
- 지저스 헨리 크리스트 (2011년)
- 388 아레타 에비뉴 (2011년) - 알렉스 역
- 우리도 사랑일까 (2011년) - 아론 루빈 역
- 앳 홈 바이 마이셀프...위드 유 (2009년)
- 아멜리에: 하늘을 사랑한 여인 (2009년) - 슬림 역
- 플래쉬 오브 지니어스 (2008년) - 이안 밀러 역
- 파라다이스 (2007년)
- 파이어하우스 독 (2007년)
- 영 피플 퍼킹 (2007년) - 매트 역
- 사바 (2005년)
- 신데렐라 맨 (2005년)
- 레지던트 이블 2 (2004년)
- 위험한 사돈 (2003년)

### 텔레비전
- 스타게이트 아틀란티스 (2005)
- 루키 블루 (2010-11)
- 한니발 (2013-15) - 브라이언 젤러 역
- 블라인드스팟 (2016-20)